# Scooby-Doo e il palcoscenico stregato
Scooby-Doo e il palcoscenico stregato (Scooby-Doo! Stage Fright) è un film del 2013 diretto da Victor Cook, basato sui personaggi di Scooby-Doo.
Prodotto dalla Warner Home Video, è stato pubblicato negli Stati Uniti d'America il 20 agosto 2013 e in Italia il 18 settembre dello stesso anno.
Il film narra le avventure di Scooby-Doo e la Mystery Inc. alle prese con un talent show infestato da un fantasma.

## Trama
La gang si dirige a Chicago, Illinois, per un talent show, chiamato Talent Star , presentato da Brick Pimiento, dove il duo di cantautori Fred e Daphne sono finalisti. All'arrivo, scoprono che il teatro dell'opera in cui si terrà lo spettacolo è terrorizzato da un Fantasma , che sta intensamente lodando una delle finaliste per vincere, Chrissy, una ragazza viziata. Fred e Daphne fanno anche amicizia con una delle finaliste, Emma Gale, una violinista.
Poco dopo, il Fantasma appare nel teatro e Fred, Daphne e Velma tentano di catturarlo usando le telecamere di sorveglianza, ma non ci riescono a causa della capacità del Fantasma di apparire apparentemente in più posti contemporaneamente. Mentre vengono inseguiti dal Fantasma, Shaggy e Scooby notano che il Fantasma ha uno strano odore di limone e in seguito la banda si divide per cercare indizi. Fred e Daphne incontrano il proprietario del teatro Mel Richmond. Apprendono da Richmond che un Fantasma una volta terrorizzò il teatro trentacinque anni fa quando era una discoteca.
La prova generale inizia il giorno dopo. Fred e Daphne incontrano i genitori di Emma, che sperano di ottenere il premio in denaro per salvare la loro casa dalla bancarotta. Durante la prova generale, il Fantasma sabota la maggior parte degli spettacoli dei finalisti, lasciando Chrissy, Emma, Fred e Daphne come unici concorrenti rimasti. A causa di questi attacchi, Fred e Daphne decidono di usare se stessi come esca per attirare il Fantasma. La gang riesce a rintracciare un Fantasma, solo per scoprire che è il Fantasma originale, un uomo di nome Steve Trilby. Steve ammette alla gang di aver spaventato il teatro a causa del suo odio per la musica disco, ma che ora ci va solo per prendere del cibo. La gang torna sul palco e trova il Fantasma che sta incendiando il teatro dell'opera. Con l'aiuto di Steve, catturano il Fantasma, che si rivela essere Mel Richmond, Richmond sperava di riscuotere i soldi dell'assicurazione sul teatro. Tuttavia, la banda scopre che Richmond non è il Fantasma che stanno cercando quando sente un altro Fantasma minacciare di distruggere il posto.
Più tardi quella notte, usando Emma come esca, la gang riesce a catturare il Fantasma, che si rivela essere il padre di Chrissy, Lance. Tuttavia, Shaggy e Scooby scoprono che anche il vicedirettore Dewey Ottoman è un Fantasma, quando lo vedono mettere un disinfettante per le mani al profumo di limone. Corrono nell'ufficio di Ottoman e trovano una rivista sul Diamante Saponetta, che è esposto in un centro mineralogico lì vicino. Corrono al centro mineralogico e trovano Ottoman che corre fuori dall'edificio. Ottoman inciampa e lascia cadere il Diamante Saponetta, che Scooby cattura. Ottoman insegue la gang verso un ponte levatoio, dove Fred lo inganna facendolo saltare su una chiatta piena di spazzatura. Ottoman viene arrestato e la gang torna al teatro giusto in tempo per Fred e Daphne per partecipare a uno spettacolo di spareggio. Quando si rendono conto di cosa significherebbe la sconfitta per Emma, decidono di lasciare la competizione lasciando che Emma vinca. Alla fine dello spettacolo, Pimiento confessa di aver usato il Fantasma solo per aumentare gli ascolti dello spettacolo.
Durante i titoli di coda, la gang si ferma a una stazione di servizio dove vedono la notizia che Steve è diventato il nuovo conduttore di Talent Star dopo che lo show è stato rinnovato per una decima stagione. Velma consiglia a Daphne di parlare con Fred della loro possibile relazione, mentre Shaggy e Scooby consigliano a Fred di fare lo stesso. Poi si dirigono a Goose Lake per risolvere il mistero del mostro di Goose Lake.

## Accoglienza
Common Sense Media , nella sua recensione del film, lo ha definito un film generico di Scooby-Doo, assegnandogli 3 stelle su 5, pur sottolineando il maggior grado di romanticismo rispetto alla maggior parte degli altri film di Scooby-Doo. Hanno elogiato l'interpretazione di Brady nei panni di Brick Pimiento, definendola "estremamente credibile".